# Prvenstvo Avstralije 1965
Prvenstvo Avstralije 1965 v tenisu.

## Moški posamično
Roy Emerson :  Fred Stolle, 7–9, 2–6, 6–4, 7–5, 6–1

## Ženske posamično
Margaret Court :  Maria Bueno, 5–7, 6–4, 5–2, pred.

## Moške dvojice
John Newcombe /  Tony Roche :  Roy Emerson /  Fred Stolle, 3–6, 4–6, 13–11, 6–3, 6–4

## Ženske dvojice
Margaret Smith Court /  Lesley Turner Bowrey :  Robyn Ebbern /  Billie Jean Moffitt, 1–6, 6–2, 6–3

## Mešane dvojice
Robyn Ebbern /  Owen Davidson in  Margaret Smith Court /  John Newcombe (finale ni bil odigran)